# Крис Ейнджъл
Кристофър Никалъс Сарантакос, известен още като Крис Ейнджъл (на английски: Criss Angel), е американски каскадьор, илюзионист, музикант (металист).
Изпълнител е на забележителни фокуси, които бързо стават популярни и смайват останалата публика. Някои от номерата му са ужасяващо страшни – почти невъзможни.
Наричат го „mindfreak“. Сред най-забележителните му илюзии са ходене по вода и летене, а също и скриването на статуя на свободата в Ню Йорк.
Много критици и зрители твърдят, че номерата на Крис Ейнджъл са изпълнени с помощта на ефекти, камери и актьори, които се правят на изненадани за зрителите. Епизоди на шоуто му са заснети от случайни минувачи и граждани с помощта на любителски и непрофесионални камери. Даже разкрива тайните на някои методи и фокуси пред списание Stuff Magazine. Крис е гостувал в сериала „Las Vegas“ и там казва: „Ако е истина, не е магия!“
Може би най-спорният и скандален номер на Крис е с разцепването на жена на 2 части в Сънсет Парк в Лас Вегас с голи ръце. Този номер е изпълнен без разрешението на „Най-доброто маг шоу в света на Кевин Джеймс“, което е било належащо.